# 諾滕山 (錫爾夫雷塔阿爾卑斯山脈)
46°51′42″N 10°05′15″E / 46.86156°N 10.08744°E

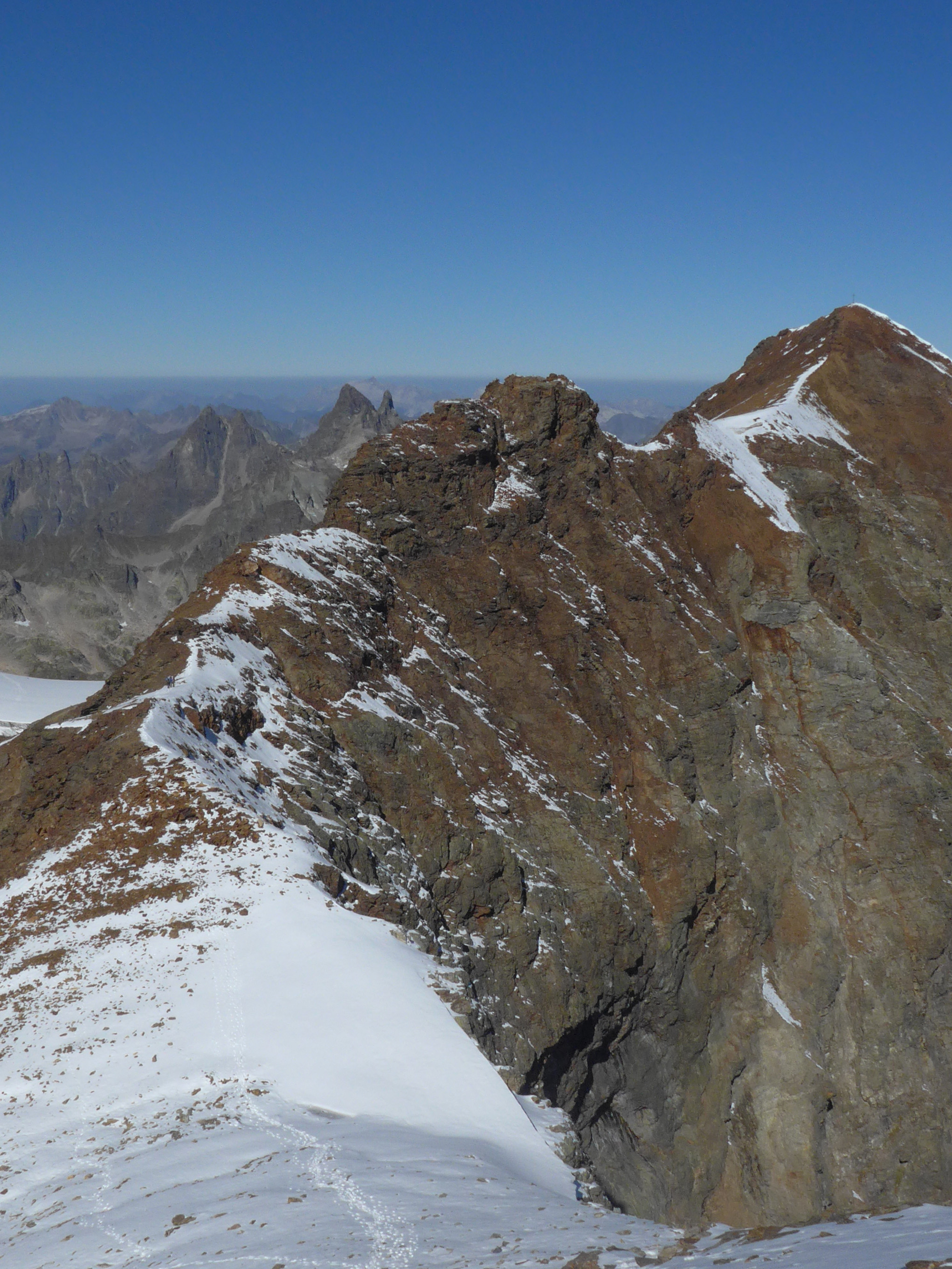

諾滕山（德語：Knoten），是中歐的山峰，位於奧地利和瑞士接壤的邊境，屬於錫爾夫雷塔阿爾卑斯山脈的一部分，距離施內格洛克山0.9公里，每年平均降雨量1,367毫米。